# Антоніо Джовінацці
Антоніо Марія Джовінацці (італ. Antonio Maria Giovinazzi; 14 грудня 1993, Мартіна-Франка) — італійський автогонщик, віце-чемпіон серії GP2 (2016), резервний пілот Ferrari. На Гран-прі Австралії 2017 дебютував у Формулі-1 в складі команди Sauber, замінивши в її складі Паскаля Верляйна. У вересні 2018 року було оголошено, що в сезоні 2019 року Джовінацці стане напарником Кімі Райкконена в команді «Формули-1» Alfa Romeo.

## Кар'єра

### Картинг
З 2006 по 2012 рік Антоніо Джовінацці брав участь у картингових перегонах. У 2006 році виграв Italian National Trophy 60cc та Euro Trophy 60.

### Формула-3
У 2013 році брав участь у Чемпіонаті Європи з Формули-3 з командою Double R Racing, заробив перші очки на трасі Брендс-Гетч після того, як фінішував 11-м і 9-м місце в двох з трьох гонок. У 2014 році він підписав контракт з командою Carlin, щоб змагатися в сезоні чемпіонату Європи з Формули-3 2014 року.
Він також брав участь у британському сезоні Формули-3 2013 року разом з Шонами Гелаєм. Він отримав свою першу перемогу у F3 у Сільверстоуні.

### GP2
Джовінацці приєднався до серії GP2 з командою Prema Powerteam для сезону 2016 року та брав участь у Формулі Renault 3.5 з Red Bull Junior у 2014 році.

### Формула-1
У вересні 2016- го стало відомо, що Джовінацці буде працювати на симуляторах Scuderia Ferrari. У грудні Джовінацці затвердили як третього гонщика Феррарі. Він брав участь в пресезонних тестингах команди Заубер у 2017 році. Під час Гран-Прі Австралії Джовінаццо замінив Паскаля Верляйна, який був не в формі брати участь, через відсутність достатніх тренувань після його аварії на Гонці Чемпіонів 2017 року. Джовінацці закінчив на 12-му місці свою першу гонку. Джовінацці також брав участь у багатьох вільних заїздах впродовж сезонів 2017—2018. Його партнером у команді Sauber (з 2019 року має назву Альфа Ромео) в сезоні 2019 буде Кімі Райкконен.

## Результати перегонів

### Гоночна кар'єра
| Сезон   | Серія                                       | Команда                   | Перегони        | Перемоги        | Поули           | Н/к             | Подіуми         | Очки            | Місце           |
| ------- | ------------------------------------------- | ------------------------- | --------------- | --------------- | --------------- | --------------- | --------------- | --------------- | --------------- |
| 2012    | Formula Pilota China                        | Eurasia Motorsport        | 18              | 6               | 7               | 6               | 13              | 229             | 1               |
| 2012    | Formula Abarth                              | BVM                       | 3               | 2               | 0               | 0               | 3               | 0               | НК†             |
| 2013    | FIA Formula 3 European Championship         | Double R Racing           | 30              | 0               | 0               | 0               | 0               | 31              | 17              |
| 2013    | British Formula 3 Championship              | Double R Racing           | 12              | 2               | 0               | 0               | 7               | 135             | 2               |
| 2013    | Masters of Formula 3                        | Double R Racing           | 1               | 0               | 0               | 0               | 0               | Н/Д             | 10              |
| 2014    | FIA Formula 3 European Championship         | Jagonya Ayam with Carlin  | 33              | 2               | 2               | 3               | 7               | 238             | 6               |
| 2015    | FIA Formula 3 European Championship         | Jagonya Ayam with Carlin  | 33              | 6               | 4               | 4               | 20              | 412.5           | 2               |
| 2015    | Masters of Formula 3                        | Jagonya Ayam with Carlin  | 1               | 1               | 1               | 1               | 1               | Н/Д             | 1               |
| 2015    | Macau Grand Prix                            | Jagonya Ayam with Carlin  | 1               | 0               | 0               | 0               | 0               | Н/Д             | 4               |
| 2015    | Deutsche Tourenwagen Masters                | Audi Sport Team Phoenix   | 2               | 0               | 0               | 0               | 0               | 0               | 25              |
| 2015–16 | Asian Le Mans Series                        | Jagonya Ayam with Eurasia | 2               | 2               | 1               | 0               | 2               | 51              | 3               |
| 2016    | GP2 Series                                  | Prema Racing              | 22              | 5               | 2               | 2               | 8               | 211             | 2               |
| 2016    | European Le Mans Series                     | SMP Racing                | 1               | 0               | 0               | 0               | 0               | 10              | 24              |
| 2016    | FIA World Endurance Championship – LMP2     | Extreme Speed Motorsports | 2               | 0               | 0               | 0               | 1               | 30              | 20              |
| 2017    | Формула-1                                   | Sauber F1 Team            | 2               | 0               | 0               | 0               | 0               | 0               | 22              |
| 2018    | 24 години Ле-Мана – LMGTE Pro               | AF Corse                  | 1               | 0               | 0               | 0               | 0               | Н/Д             | 5               |
| 2018    | Формула-1                                   | Alfa Romeo Sauber F1 Team | Тест-пілот      | Тест-пілот      | Тест-пілот      | Тест-пілот      | Тест-пілот      | Тест-пілот      | Тест-пілот      |
| 2019    | Формула-1                                   | Alfa Romeo Racing         | 21              | 0               | 0               | 0               | 0               | 14              | 17              |
| 2020    | Формула-1                                   | Alfa Romeo Racing Orlen   | 17              | 0               | 0               | 0               | 0               | 4               | 17              |
| 2021    | Формула-1                                   | Alfa Romeo Racing Orlen   | 22              | 0               | 0               | 0               | 0               | 3               | 18              |
| 2021–22 | Формула E                                   | Dragon / Penske Autosport | 15              | 0               | 0               | 0               | 0               | 0               | 23              |
| 2022    | Формула-1                                   | Scuderia Ferrari          | Резервний пілот | Резервний пілот | Резервний пілот | Резервний пілот | Резервний пілот | Резервний пілот | Резервний пілот |
| 2022    | Формула-1                                   | Alfa Romeo Racing Orlen   | Резервний пілот | Резервний пілот | Резервний пілот | Резервний пілот | Резервний пілот | Резервний пілот | Резервний пілот |
| 2022    | Формула-1                                   | Haas F1 Team              | Резервний пілот | Резервний пілот | Резервний пілот | Резервний пілот | Резервний пілот | Резервний пілот | Резервний пілот |
| 2023    | FIA World Endurance Championship - Hypercar | Ferrari – AF Corse        | 4               | 1               | 0               | 0               | 2               | 32              | 5*              |
| 2023    | 24 години Ле-Мана - Hypercar                | Ferrari – AF Corse        | 1               | 1               | 0               | 0               | 1               | Н/Д             | 1               |
| 2023    | Формула-1                                   | Scuderia Ferrari          | Резервний пілот | Резервний пілот | Резервний пілот | Резервний пілот | Резервний пілот | Резервний пілот | Резервний пілот |

† Джовінацці брав участь в змаганні за запрошенням, тому йому не нараховувалися очки чемпіонату.

* Сезон триває.

### Формула-1
| Сезон | Команда                   | Шасі                  | Двигун                   | 1      | 2        | 3      | 4      | 5      | 6      | 7        | 8      | 9        | 10       | 11       | 12       | 13      | 14       | 15       | 16       | 17     | 18       | 19       | 20       | 21       | 22       | Місце | Очки |
| ----- | ------------------------- | --------------------- | ------------------------ | ------ | -------- | ------ | ------ | ------ | ------ | -------- | ------ | -------- | -------- | -------- | -------- | ------- | -------- | -------- | -------- | ------ | -------- | -------- | -------- | -------- | -------- | ----- | ---- |
| 2017  | Sauber F1 Team            | Sauber C36            | Ferrari 061 1.6 V6 t     | АВС 12 | КИТ Схід | БАХ    | РОС    | ІСП    | МОН    | КАН      | АЗЕ    | АВТ      |          |          |          |         |          |          |          |        |          |          |          |          |          | 22    | 0    |
| 2017  | Haas F1 Team              | Haas VF-17            | Ferrari 062 1.6 V6 t     |        |          |        |        |        |        |          |        |          | ВЕЛ тест | УГО тест | БЕЛ      | ІТА     | СІН тест | МАЛ тест | ЯПО      | США    | МЕК тест | БРА тест | АБУ тест |          |          | 22    | 0    |
| 2018  | Alfa Romeo Sauber F1 Team | Sauber C37            | Ferrari 062 EVO 1.6 V6 t | АВС    | БАХ      | КИТ    | АЗЕ    | ІСП    | МОН    | КАН      | ФРА    | АВТ      | ВЕЛ      | НІМ тест | УГО тест | БЕЛ     | ІТА      | СІН      | РОС тест | ЯПО    | США      | МЕК тест | БРА тест | АБУ тест |          | -     | -    |
| 2019  | Alfa Romeo Racing         | Alfa Romeo Racing C38 | Ferrari 064 1,6 V6 t     | АВС 15 | БАХ 11   | КИТ 15 | АЗЕ 12 | ІСП 16 | МОН 19 | КАН 13   | ФРА 16 | АВТ 10   | ВЕЛ Схід | НІМ 13   | УГО 18   | БЕЛ 18† | ІТА 9    | СІН 10   | РОС 15   | ЯПО 14 | МЕК 14   | США 14   | БРА 5    | АБУ 16   |          | 17    | 14   |
| 2020  | Alfa Romeo Racing Orlen   | Alfa Romeo Racing C39 | Ferrari 065 1.6 V6 t     | АВТ 9  | ШТИ 14   | УГО 17 | ВЕЛ 14 | 70 17  | ІСП 16 | БЕЛ Схід | ІТА 16 | ТОС Схід | РОС 11   | АЙФ 10   | ПОР 15   | ЕМІ 10  | ТУР Схід | БАХ 16   | САХ 13   | АБУ 16 |          |          |          |          |          | 17    | 4    |
| 2021  | Alfa Romeo Racing Orlen   | Alfa Romeo C41        | Ferrari 065/6 1.6 V6 t   | БАХ 12 | ЕМІ 14   | ПОР 12 | ІСП 15 | МОН 10 | АЗЕ 11 | ФРА 15   | ШТИ 15 | АВТ 14   | ВЕЛ 13   | УГО 13   | БЕЛ 13   | НІД 14  | ІТА 14   | РОС 16   | ТУР 11   | США 11 | МЕХ 11   | САП 14   | КАТ 15   | САУ 9    | АБУ Схід | 18    | 3    |

† Не фінішував на гран-прі, але був класифікований, оскільки подолав понад 90 % дистанції.
* Сезон триває.

### 24 години Ле-Мана
| Рік  | Команда          | Напарники                           | Автомобіль          | Клас     | Кола | Поз. | Клас поз. |
| ---- | ---------------- | ----------------------------------- | ------------------- | -------- | ---- | ---- | --------- |
| 2018 | AF Corse         | Тоні Віландер Піпо Дерані           | Ferrari 488 GTE Evo | GTE Pro  | 341  | 20   | 5         |
| 2023 | Ferrari AF Corse | Джеймс Каладо Алессандро П'єр Гвіді | Ferrari 499P        | Hypercar | 342  | 1    | 1         |